# Manuel LaQuish
Manuel Alejandro Estevez LaQuish (San Juan, 27 de novembro de 1990) é um futebolista porto-riquenho que atua como volante e Zagueiro. Atualmente, milita no FC Augsburg, emprestado pelo Borussia Dortmund. Já teve duas oportunidades de atuar por sua seleção nacional (Porto Rico).